# Sant Joanet
Sant Joanet, en valencien et officiellement, (San Juan de Énova en castillan), est une commune de la province de Valence, dans la Communauté valencienne, en Espagne. Elle est située dans la comarque de la Ribera Alta et dans la zone à prédominance linguistique valencienne. Sa population s'élevait à 487 habitants en 2013.

## Géographie

Localisation de Sant Joanet
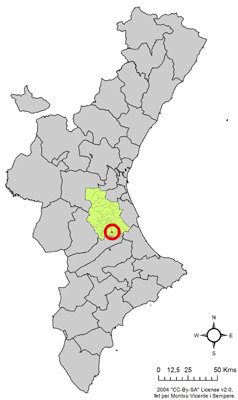
dans la Communauté valencienne.
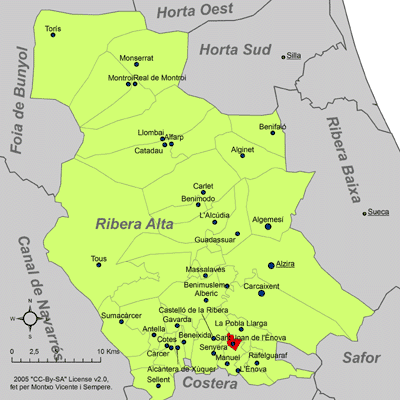
dans la comarque de la Ribera Alta.

### Localités limitrophes
Le territoire communal de Sant Joanet est voisin de celui des communes suivantes :
Manuel, La Pobla Llarga, Senyera et Villanueva de Castellón, toutes situées dans la province de Valence.

## Démographie
| 1990 | 1992 | 1994 | 1996 | 1998 | 2000 | 2002 | 2004 | 2005 |
| ---- | ---- | ---- | ---- | ---- | ---- | ---- | ---- | ---- |
| 382  | 360  | 363  | 360  | 358  | 349  | 357  | 386  | 396  |

## Administration
Liste des maires, depuis les premières élections démocratiques.
| Législature | Nom du maire              | Parti politique |
| ----------- | ------------------------- | --------------- |
| 1979-1983   | José García Mongort       | Indépendant     |
| 1983-1987   | Superancio Marcilla López | PSPV-PSOE       |
| 1987-1991   | Superancio Marcilla López | PSPV-PSOE       |
| 1991-1995   | Adelino Micó Brotons      | PSPV-PSOE       |
| 1995-1999   | Adelino Micó Brotons      | PSPV-PSOE       |
| 1999-2003   | Evaristo Ribes Prats      | PSPV-PSOE       |
| 2003-2007   | Evaristo Ribes Prats      | PSPV-PSOE       |
| 2007-2011   |                           |                 |

### Sources
- (es) Cet article est partiellement ou en totalité issu de l’article de Wikipédia en espagnol intitulé « San Juan de Énova » (voir la liste des auteurs).